# Jidai Matsuri
El Jidai Matsuri (時代祭, viz. "Festival de las Épocas") es un festival tradicional japonés que se celebra anualmente el 22 de octubre en Kioto, Japón. Es uno de los tres grandes festivales más famosos de Kioto, y los otros dos son el Aoi Matsuri, que se celebra anualmente el 15 de mayo, y el Gion Matsuri, que se celebra anualmente del 17 al 24 de julio. Es un festival que disfrutan las personas de todas las edades, participando en su desfile de recreación histórica vestido con trajes auténticos que representan varios períodos y personajes de la historia feudal japonesa.
Jidai Matsuri tiene sus raíces en la reubicación de la capital japonesa de Kioto a Tokio durante la Restauración Meiji en 1868. Esto implicó la reubicación del Emperador de Japón y la familia Imperial, el Palacio Imperial y miles de funcionarios gubernamentales y sujetos a la ciudad Nueva. Temiendo por la pérdida de gloria e interés de Kioto por parte de su pueblo, y para conmemorar su historia, el gobierno de la ciudad y el gobierno de la prefectura de Kioto conmemoraron el 1100 aniversario de la fundación de Heian-kyō (平安京), que era el antiguo nombre de Kioto, en 794 por el emperador Kanmu (桓武天皇, Kanmu-tennō )(737–806). Para inaugurar la primera celebración de Jidai en 1895, el gobierno de la ciudad construyó el Santuario Heian (平安神宮, Heian jingū ) para consagrar el espíritu del emperador Kanmu. Para agregar significado al festival, organizó una procesión de disfraces que representa a personas de cada época en la historia de Kioto. En 1940, el gobierno local decidió que además de honrar al emperador Kanmu, el festival Jidai también se celebraría en honor del emperador Kōmei ( 孝明天皇, Kōmei-tennō ) (22 de julio de 1831 - 30 de enero de 1867) por su trabajo. en la unificación del país, el poder de la corte imperial y la afirmación de Kioto como el centro de Japón en la decadencia del shogunato Tokugawa y el final del período Edo.
El Jidai Matsuri comienza temprano en la mañana con los mikoshi (santuarios portátiles) sacados del Palacio Imperial de Kioto para que las personas puedan presentar sus respetos. El mikoshi representa tanto al emperador Kanmu como al emperador Kōmei. La procesión de disfraces de cinco horas y dos kilómetros comienza por la tarde, con aproximadamente 2000 artistas vestidos de samurái, figuras militares y gente común, desde las primeras épocas hasta la era Meiji. Estos son seguidos por mujeres vestidas con elaborados jūnihitoe ( 十二単衣). Finalmente, los mikoshi son llevados desde el palacio y están acompañados por una banda militar disfrazada que toca el gagaku. La procesión termina en el Santuario Heian.
El Jidai Matsuri en el 2019 fue reprogramado para el 26 de octubre debido a la ceremonia de Entronización del Emperador Naruhito.

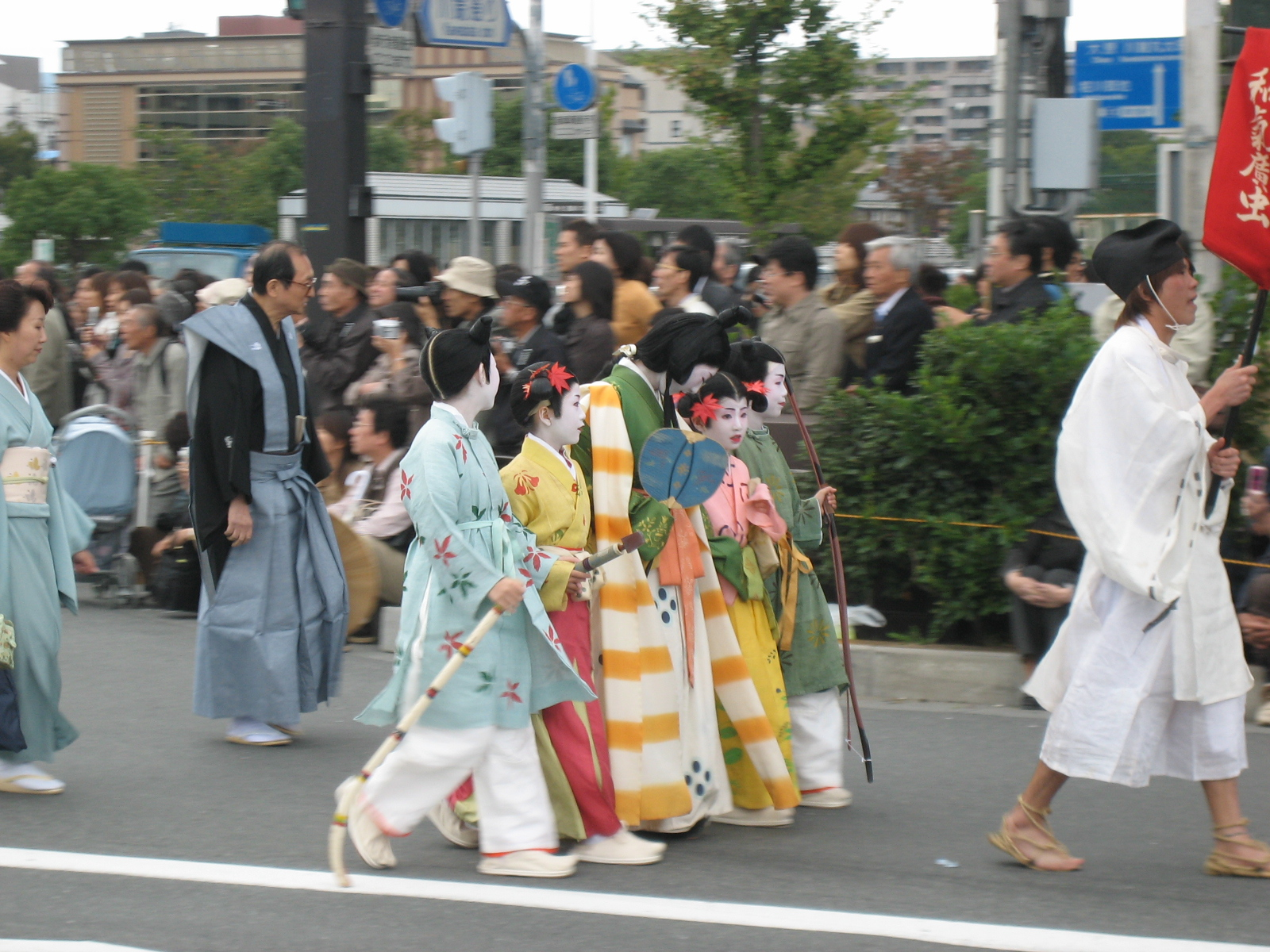
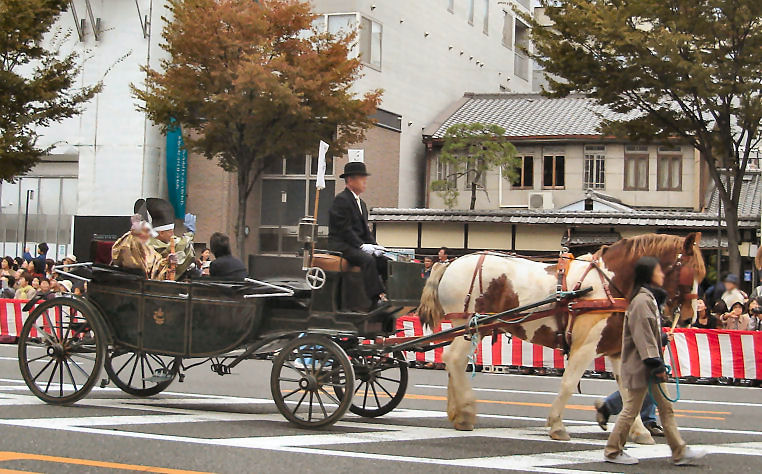
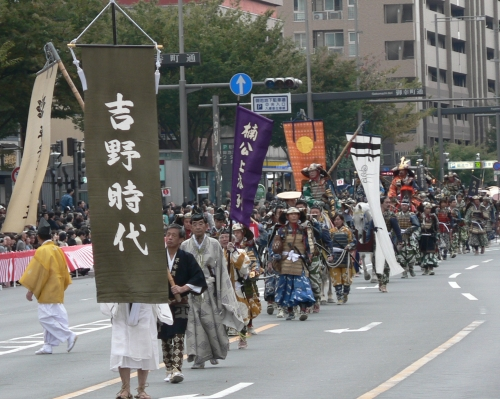